# 버자야 타임스 스퀘어
버자야 타임스 스퀘어(Berjaya Times Square)는 말레이시아의 쿠알라룸푸르에 있는 트윈 타워의 복합 시설이다. 쇼핑 센터와 2개의 5성급 호텔이 입주해 있다. 버자야 그룹이 소유하고 있다. 2003년 10월에 당시 수상이었던 마하티르 빈 모하맛에 의해 개설되었다. 두 탑은 모두 높이 203m, 48층이다.

## 같이 보기
- 쿠알라룸푸르의 마천루 목록